# Поділ ядра

Схематичне зображення поділу ядра ^{235}U при поглинанні нейтрона

По́діл ядра́ — ядерна реакція, при якій ядро важкого елементу розпадається на менші ядра, часто виділяючи при цьому гамма-кванти й вільні нейтрони.
Поділ ядра — екзотермічна реакція. Виділене при поділі тепло набагато перевищує характерні енергії хімічних реакцій. Тому поділ використовується в ядерній енергетиці, а також у військовій справі для створення атомних бомб.
Поділ слід відрізняти від реакцій радіоактивного розпаду, при яких виділяються гамма-кванти, альфа- і бета-частинки, а маса ядра та його атомний номер змінюються незначно, або зовсім не змінюються. При поділі первинне ядро розпадається на великі шматки і як наслідок виникають відносно важкі ядра із середини періодичної таблиці.

## Причина розпаду ядер
Ядер, які мають здатність розпадатися, небагато. Найвідоміші з них — 235U і 239Pu. Це — важкі ядра із великою кількістю протонів. Позитивно заряджені протони відштовхуються один від одного за законом Кулона, і на характерних віддалях для ядра порядку 1 фемтометра це відштовхування дуже сильне. Однак протони утримуються у складі ядра завдяки сильній взаємодії між собою й нейтронами. Проте сильна взаємодія має властивість насичення: один нуклон не може одночасно взаємодіяти з усіма іншими, а кулонівське відштовхування такого обмеження не має. Як результат, стабільність ядра падає разом з ростом числа протонів у ньому. Середня енергія зв'язку між нуклонами зменшується у порівнянні з ядрами атомів зі середини періодичної таблиці елементів. Це явище має назву дефекту маси.
Таким чином, створюється ситуація, коли та ж сама кількість нуклонів мала б у сукупності меншу енергію, якби вони були згруповані у два ядра зі середньою масою, а не в одне важке. Інакше кажучи, стан важкого ядра є збудженим квантовим станом. Збуджені стани не можуть існувати довго, й рано чи пізно відбувається ядерна реакція, коли ядро переходить у стабільніше. Є кілька каналів таких реакцій: бета-розпад, альфа-розпад і поділ. Лише у нечисленних ядер поділ має найбільшу ймовірність.

## Перебіг реакції

### Розпад, викликаний захопленням нейтрона

Експерименти показують, що, у випадку, якщо енергія збудження ядра досить велика, його потенційна енергія є подібною до потенційної енергії рівномірно зарядженої краплі. Через це, його поведінка при влучанні нейтрона достатньої для розпаду енергії є подібною до розділення краплі води на дві: ядро починає сильно деформуватися, перетворюючись на еліпсоїд, витягатися, утворюючи тонку шийку з двома «кулями» на кінцях («гантелю»), після чого шийка розривається, і два уламка грушоподібної форми розлітаються, розігнані кулонівськими силами. Після відокремлення ядра-уламки повертаються до сферичної форми. Цей процес супроводжується миттєвим (швидше ніж 4*10−14 секунди) «випаровуванням» нейтронів, що забирають з собою надлишок потенційної енергії, а також випроміненням гамма-квантів. Нейтрони, що вилітають з ядра одразу називаються миттєвими. Енергетичний спектр таких нейтронів є неперервним, з максимумом приблизно 1 МеВ. Їх середня кінетична енергія складає 2 МеВ. У середньому, при кожному поділі ядра випромінюється 2-3 нейтрони (2,47 для урану-235, 3,57 для каліфорнію-252)
Для важких ядер характерна більша частка нейтронів у ядрі, тому утворенні ядра часто мають великий надлишок нейтронів. Через це, невдовзі після поділу вони зазнають кілька бета-розпадів, які можуть супроводжуватися випромінюванням нейтронів. Такі нейтрони називаються «запізнілими». Їх кількість складає ~1 % від усіх нейтронів, що виділяються при реакціях поділу.
Ймовірність поділу ядра через захоплення нейтрона значною мірою залежить від ймовірності захопити нейтрон (але завжди менша за неї, тому що, захопивши нейтрон, ядро може позбутися зайвої енергії і іншими способами, не розпадаючись), яка, у свою чергу, залежить від його кінетичної енергії. Така залежність є досить нелінійною, з кількома резонансними піками.
Для невеликих енергій збудження форма потенційного бар'єру є більш складною, він має кілька горбів, і через це процес поділу є більш складним. Ядро після захоплення нейтрона може, перейшовши через один з горбів бар'єру, залишитися в локальному мінімумі. У цьому стані ядро є сильно деформованим, але не може повернутись до сферичного стану, випромінюючи квант, унаслідок малої проникності бар'єру, що відділяє його від цього стану. У такому випадку, ядро може деякий час знаходитися в такому стані, а потім тунелювати через тонкіший бар'єр, що відділяє його від поділеного стану. Ці відмінності викликані необхідністю враховувати поправки, що спричинені оболонковими ефектами.

Розподіл продуктів поділу ^{235}U за масою

Продукти поділу наперед визначити неможливо. З більшою або меншою ймовірністю утворюються різні атоми зі середини періодичної таблиці. Багато з них є радіоактивними. З часом радіоактивні продукти реакції розпадаються (для основних продуктів поділу, період напіврозпаду становить від кількох годин до кількох років, доволі часто відбувається низка розпадів, перш ніж утворюються стабільні ядра). При приблизно рівному поділі утворюються два ядра з масами близько 115 а.о.м., проте зазвичай відбувається нерівний поділ, при якому одне з ядер має масу близько 90 а.о.м., а інше — близько 140 а.о.м. Діаграма розподілу продуктів розпаду за масою показана на рисунку. При збільшенні енергії збудження імовірність симетричного розпаду зростає, і розподіл з двогорбого перетворюється на одногорбий. Асиметрія у розпаді ядра також спричинена оболонковими ефектами — ядро намагається розділитися таким чином, щоб якнайбільше ядер були магічними. З цих же причин, для більш важких ядер, характерним є зростання маси легшого уламка, тоді як маса важкого майже не змінюється — бо найіймовірнішим варіантом важкого уламка є двічі магічне ядро стануму-132
Внаслідок розпаду ядра урану виділяється енергія ~200 МеВ. З цієї енергії частина припадає на кінетичну енергію дочірніх ядер, що розлітаються зі швидкістю, яка становить 3 % від швидкості світла. Внаслідок поділу зазвичай випромінюється кілька нейтронів з енергією близько 2 МеВ кожен (у середньому — 2,47 нейтрона за один поділ).
Передачу ядру енергії, достатньої для того, щоб перейти через потенційний бар'єр, може здійснити не тільки нейтрон. Деякі елементи з групи актиноїдів діляться під час фотоядерних реакцій, тобто, реакцій, зініційованих гамма-квантом.

### Спонтанний поділ
Спонтанним поділом називається розпад ядра, що не зумовлений ніякими зовнішніми чинниками. Щоб розпастися таким чином, ядро має тунелювати через потенційний бар'єр, тоді як при розпаді, зумовленому захопленням нейтрона, енергію для перетинання цього бар'єру приносить захоплена частинка.
Для більшості ядер такий канал розпаду є дуже малоймовірним — наприклад, Уран-235 розпадається через альфа-розпад з ймовірністю, у сотні мільйонів разів більшою, ніж спонтанно. Проте зі збільшенням кількості протонів у ядрі, ця ймовірність зростає. Емпіричним критерієм, що дозволяє оцінити її є {\displaystyle {\hbox{Z}}^{2}/{\hbox{A}}}, де Z — кількість протонів у ядрі, а А — кількість нуклонів у ньому. Розпад ядра є енергетично вигідним, а отже, принципово можливим, якщо цей показник більший 17, а якщо ця величина дорівнює, або більша 47, то ядро спонтанно розпадається швидше, ніж можуть це зареєструвати найкращі сучасні прилади, і імовірність розпаду саме за цим каналом прямує до одиниці — для таких важких ядер, висота потенційного бар'єру, що не дає ядру розпастися, прямує до нуля. Для урана-235 цей показник дорівнює ~36. Також можна бачити, що з ростом Z ця ймовірність зростає. Наступна таблиця дає уявлення про зростання ймовірності спонтанного поділу з ростом заряду ядра
| Ядро  | {\displaystyle T_{1/2}(SF)}, років | {\displaystyle T_{1/2}}, років | Доля спонтанного поділу, % |
| ----- | ---------------------------------- | ------------------------------ | -------------------------- |
| 235U  | (1,0 ± 0,3)× 1019                  | (7,04 ± 0,01)× 108             | 7× 10−9                    |
| 238U  | (8,2 ± 0,1)× 1015                  | (4,468 ± 0,003)× 109           | 5,5× 10−5                  |
| 239Pu | (8 ± 2)× 1015                      | (2,411 ± 0,003)× 104           | 3× 10−10                   |
| 240Pu | (1,151 ± 0,04)× 109                | (6,564 ± 0,011)× 103           | 5.7× 10−6                  |
| 246Cm | (1,82 ± 0,02)× 107                 | 4760 ± 40                      | 2,62× 10-2                 |
| 252Cf | 86 ± 1                             | 2,645 ± 0,008                  | 3,09                       |
| 254Cf | 60,7 діб ± 0,2                     | 60,5 діб ± 0,2                 | 99,7                       |

Проте, цей емпіричний критерій не враховує оболонкові ефекти, що підвищують стабільність «магічних» ядер, тому існування важких ядер з {\displaystyle {\hbox{Z}}^{2}/{\hbox{A}}>49} є можливим (так званий «острів стабільності»).
Деякі метастабільні збуджені ядра спонтанно розпадаються значно швидше (до 20 порядків), ніж звичайні. Це явище пов'язують з тим, що, як показує оболонкова модель ядра, потенційний бар'єр для поділу ядра має складну форму з кількома локальними мінімумами, що і відповідають за квазістаціонарні стани.
Унаслідок спонтанного розпаду виділяється багато вільних нейтронів, тому саме він запалює ланцюгову реакцію поділу ядер, а отже, є основою усієї сучасної атомної енергетики. Також цей тип поділу має медичне значення: важкі ядра, для яких такий канал не є нехтуваним, наприклад, каліфорній-252 (3,1 % розпадів) використовуються як джерела нейтронів, наприклад, для променевої терапії.

### Потрійний поділ
Бінарний поділ ядра є найімовірнішим, проте не єдиним. Приблизно у 2-4 випадках на 1000, ядро ділиться на три частини, а 3 рази на 10 000 поділів — на чотири. Такий канал поділу був відкритий у 1940-х роках.
Середня кінетична енергія уламків при потрійному розпаді менша за енергію при подвійному поділі. Так само як і подвійний, потрійний поділ ядра може супроводжуватись виділенням вільних нейтронів і гамма-квантів. Найлегше з ядер, що утворюється при потрійному розпаді, найчастіше є альфа-частинкою, проте, його маса може коливатись у діапазоні від водню до вуглецю. Ймовірніть потрійного розпаду при спонтанному поділі на 25 % більша, ніж при поділі, викликанному захопленням нейтрона.
Хоча ймовірність потрійного поділу доволі мала, він є основним джерелом утворення тритію у ядерних реакторах, через що регулярно виникає необхідність в їх очищені.
Механізми потрійного поділу є подібними до механізмів подвійного, але на останньому етапі поділу відбувається фрагментація перетяжки між двома уламками ядра що ділиться.

## Ланцюгова реакція

Схематичне зображення ланцюгової реакції

При поділі ядер виділяються нейтрони. Їхня кількість залежить від конкретного сценарію поділу. Зазвичай виділяються 2-3 нейтрони. Ці нейтрони можуть захопитися іншими, ще неподіленими ядрами, й викликати їхній поділ, при якому знову ж таки виділяються нові нейтрони. Така реакція називається ланцюговою. Ланцюгова реакція характеризується коефіцієнтом розмноження нейтронів. Він залежить не тільки від кількості нейтронів, що виділяються при кожному акті поділу, а й від втрат нейтронів: частина нейтронів вилітає за межі області, де відбувається реакція і знаходяться здатні до поділу ядра, інша ж частина поглинається ядрами інших (стабільних)хімічних елементів і не викликає реакцій поділу. Якщо коефіцієнт розмноження більший за одиницю, виникає вибух. Такий сценарій використовується у атомних бомбах. Якщо коефіцієнт розмноження строго дорівнює одиниці, то реакція протікає стабільно. Такий сценарій використовується у ядерних реакторах.
Ймовірність поглинання нейтрона ядром залежить від енергії нейтрона. Для 235U ймовірність збільшується при зменшенні швидкості нейтронів. Тому у ядерних реакторах використовуються сповільнювачі нейтронів. Оскільки найважливішими для реакції поділу є теплові нейтрони, то коефіцієнт розмноження нейтронів залежить від температури у ядерному реакторі. Для управління реакцією у реактор вводять (або виводять) речовини, здатні поглинати нейтрони, таким чином зменшуючи (або збільшуючи) їхній потік.

## Нукліди що діляться

Ілюстрація на тему розпаду урану-235.

Як випливає з теорії складеного ядра, мінімальне значення енергії складеного ядра {\displaystyle ~E^{*}} дорівнює енергії зв'язку нейтрона в цьому ядрі {\displaystyle ~\ \varepsilon _{n}}, яка суттєво залежить від парності числа нейтронів у ядрі: енергія зв'язку парного нейтрона набагато більше енергії зв'язку непарного при приблизно рівних масових числах ядра. Порівняємо значення бар'єру поділу для важких ядер та енергії зв'язку нейтрона у важких ядрах (найважливіших з практичної точки зору):
| Ядро  | {\displaystyle ~W_{f}}, МеВ | Ядро  | {\displaystyle ~\ \varepsilon _{n}}, МеВ |
| ----- | --------------------------- | ----- | ---------------------------------------- |
| 232Th | 5,9                         | 233Th | 4,79                                     |
| 233U  | 5,5                         | 234U  | 6,84                                     |
| 235U  | 5,75                        | 236U  | 6,55                                     |
| 238U  | 5,85                        | 239U  | 4,80                                     |
| 239Pu | 5,5                         | 240Pu | 6,53                                     |

Слід зазначити, що в таблиці для енергії зв'язку наведені ядра, що утворюються шляхом приєднання нейтрона до ядер з таблиці для порога розподілу, однак величина бар'єра поділу слабо залежить від масового числа та складу ядра, тому таке якісне порівняння допустимо.
Порівняння величин з цих таблиць показує що для різних ядер:
- {\displaystyle ~E^{*}>\ \varepsilon _{n}}, це означає, що розподіл можливо нейтронами з будь як завгодно малої кінетичною енергією. До цієї групи відносяться ядра з непарним числом нейтронів (приєднується нейтрон — парний) : 233U, 235U, 239Pu, які прийнято називати подільними ядрами ;
- {\displaystyle ~E^{*}<\ \varepsilon _{n}}, це означає, що розподіл можливе лише нейтронами з кінетичною енергією, що перевищує якесь порогове значення. До цієї групи відносяться ядра з парним числом нейтронів (приєднується нейтрон — непарний) : 232Th, 238U, які називають пороговими . Значення порогових енергій приблизно рівні 1,2 МеВ для 232Th і 1 МеВ для 238U.

Для інших, не зазначених в таблиці, ядер ситуація аналогічна — ядра з непарним числом нейтронів — подільні, з парним — порогові. Порогові ядра не можуть служити основою ланцюгової ядерної реакції поділу.
З п'яти розглянутих вище ядер тільки три є в природі: 232Th, 235U, 238U. Природний уран містить приблизно 99,3 % 238U і лише 0,7 % 235U. Інші діляться ядра, 233U та 239Pu, можуть бути отримані штучним шляхом. Практичні способи їх отримання засновані на використанні порогових ядер 232Th та 238U за такими схемами:
{\displaystyle {}_{90}^{232}\ {\textrm {Th}}+{}_{0}^{1}\ {\textrm {n}}\ {\xrightarrow {}}_{90}^{233}\ {\textrm {Th}}\ {\xrightarrow[{22min}]{\ \beta ^{-}}}{}_{91}^{233}\ {\textrm {Pa}}\ {\xrightarrow[{27,4days}]{\ \beta ^{-}}}{}_{92}^{233}\ {\textrm {U}}\ {\xrightarrow[{1,6\ \cdot 10^{5}years}]{\ \alpha }}}
{\displaystyle {}_{92}^{238}\ {\textrm {U}}+{}_{0}^{1}\ {\textrm {n}}\ {\xrightarrow {}}_{92}^{239}\ {\textrm {U}}\ {\xrightarrow[{23,5min}]{\ \beta ^{-}}}{}_{93}^{239}\ {\textrm {Np}}\ {\xrightarrow[{2,3days}]{\ \beta ^{-}}}{}_{94}^{239}\ {\textrm {Pu}}\ {\xrightarrow[{2,4\ \cdot 10^{4}years}]{\ \alpha }}}
В обох випадках процес радіаційного захоплення призводить до утворення радіоактивних ядер. Після двох послідовних β--розпадів утворюються подільні нукліди. Проміжні ядра мають достатньо малі періоди напіврозпаду, що дозволяє використовувати ці способи на практиці. Утворені поділені ядра також радіоактивні, але їх періоди напіврозпаду настільки великі, що ядра можна розглядати як стабільні при використанні в ядерних реакторах.
У зв'язку з можливістю отримання ядер що діляться з порогових, що трапляються в природі, 232Th та 238U, останні прийнято називати відтворюючі. Сучасні знання про нукліда дозволяють припускати, що майбутнє ядерної енергетики пов'язано саме з перетворенням відтворюючих матеріалів у подільні.

### 238U
Найпоширеніший ізотоп урану 238U теж, як і 235U, здатний до поділу, однак поділ у ньому відбувається при зіткненні з нейтроном з енергією понад 1 МеВ. Нейтрони, які виділяються при такому поділі здебільшого мають меншу енергію, тому поділ 238U не викликає ланцюгової реакції. При зіткненнях 238U з повільними нейтронами, він поглинає їх, і стає 239U, який через бета-розпад перетворюється в 239Np, а потім у 239Pu. Таким чином виробляється Плутоній у реакторах на швидких нейтронах, зокрема в розмножувачах. Загалом, і в реакторах на теплових нейтронах 239Pu накопичується упродовж паливного циклу, і його розпад дає значний внесок у вироблення енергії, аж до половини загальної виділеної енергії.
При наявності зовнішнього джерела швидких нейтронів поділ 238U можна використати для отримання додаткової енергії. Зокрема 238U обкладають термоядерний заряд у деяких конструкціях термоядерної бомби, де потрібні нейтрони народжуються як наслідок реакції ядерного синтезу.
Ділення легких ядер (наприклад, Z={83, 82, 78, 73}) частинками надвисоких енергій має деякі особливості, ніж ділення урану повільними нейтронами. 

## Торієвий цикл
Ще одним здатним до поділу ізотопом є 233U. Його можна отримати при опроміненні нейтронами 232Th. У Торію є також здатний до поділу ізотоп 231Th, але його дуже мало. Реакція отримання 233U відбувається за схемою
{\displaystyle \mathrm {n} +{}_{\ 90}^{232}\mathrm {Th} \rightarrow {}_{\ 90}^{233}\mathrm {Th} {\xrightarrow {\beta ^{-}}}{}_{\ 91}^{233}\mathrm {Pa} {\xrightarrow {\beta ^{-}}}{}_{\ 92}^{233}\mathrm {U} .}
Торію в природі більше, ніж урану, але для його використання потрібний початковий потік нейтронів, тобто потрібно використовувати або уран або плутоній для запалювання реакції. Крім 233U при опроміненні торію нейтронами утворюється також гамма-радіоактивний 232U.

## Історія відкриття
Радіоактивність була відкрита Анрі Беккерелем у 1896 році при вивченні фосфоресценції солей урану. Дослідження радіоактивності продовжили П'єр Кюрі і Марія Склодовська-Кюрі із сполуками торію та солями урану. Ними було виділено високоактивні елементи полоній і радій. Вони виявили, що радіоактивні елементи випромінюють 3 види проникаючої радіації, α-, β- і γ- промені.
На початку ХХ століття величезний внесок у вивчення іонізуючих випромінювань і структури атомів зробив Ернест Резерфорд. У 1932 Ернест Волтон і Джон Кокрофт змогли вперше розщепити ядро атома літію.
Поділ ядра урану був відкритий у 1934 р. Отто Ганом
. За це відкриття він отримав Нобелівську премію з хімії у 1944 р. Опромінюючи уран нейтронами, Ган несподівано виявив, що одним із продуктів поділу є набагато легший барій. Спочатку, Ган припустив, що перед ним невідомий раніше ізотоп радію, хімічно подібний до барію, але пізніше, було показано, що це не так. Правильну інтерпретацію цьому дивному явищу дали тільки за кілька років, і результат було опубліковано у 1939-му. На той час висновок про поділ ядра вже знайшов підтвердження у експерименті Отто Фріша та Лізи Мейтнер.
У 1940 році радянськими фізиками Георгієм Фльоровим і Константином Петржаком був відкритий спонтанний поділ ядра.
Фредерік Жоліо-Кюрі зі співробітниками встановили, що при поділі урану виділяються нейтрони, що відкрило перспективи проведення ланцюгової реакції. Таким чином, відкривався шлях до використання ядерної енергії. Це відкриття змінило хід історії, дало нове потужне джерело енергії, призвело до появи ядерної зброї, до перегонів озброєнь і, загалом, до відносного миру у світі упродовж другої половини 20-го століття.